# Ацизол
Ацизол (бис-(1-винилимидазол)цинкдиацетат) — российский лекарственный препарат, антидот против угарного газа. Наряду с лечебным заявлено наличие профилактического действия: может приниматься за 20—30 мин до входа в очаг поражения.
Разработан в Иркутском институте химии СО РАН в 1990-х годах.
Включен в российский перечень ЖНВЛП/ЖНВЛС в коде АТХ V03A. Входит в состав Аптечки индивидуальной АИ-4.
По сообщению 2016 года науке неизвестны надежные антидоты для применения в случае отравления угарным газом.

## Фармакологические свойства

### Фармакодинамика
Ацизол препятствует образованию карбоксигемоглобина за счёт влияния на кооперативное взаимодействие субъединиц гемоглобина, в результате чего уменьшается относительное сродство гемоглобина к оксиду углерода, улучшаются кислородсвязывающие (снижение константы Хилла) и газотранспортные свойства крови. Ацизол снижает выраженность интоксикации при отравлении оксидом углерода по показателям тяжести метаболического ацидоза, ускоряет элиминацию оксида углерода (СО) из организма. Препарат снижает потребность организма в кислороде, способствует повышению устойчивости к гипоксии органов, наиболее чувствительных к недостатку кислорода: головного мозга, миокарда, печени и др.
Ацизол является комплексным цинкорганическим соединением и восполняет дефицит цинка в организме.

### Фармакокинетика
Максимальная концентрация ацизола в крови достигается через 20—30 минут после внутримышечного введения 1 мл (60 мг) препарата и сохраняется в плазме крови в течение 4—5 часов. Период полувыведения составляет 1—1,5 часа. В основном метаболизируется печенью.

## Показания к применению
Ацизол применяют в качестве профилактического средства при угрозе отравления и лечебного средства при отравлении различной степени тяжести оксидом углерода (СО) и другими продуктами термоокислительной деструкции.
С профилактической целью препарат вводится в дозе 1 мл внутримышечно за 20-30 минут до вхождения в зону задымления (загазованности), при высоком риске ингаляции СО, в период проведения работ по ликвидации тушений самих пожаров и спасении пострадавших. Защитное действие сохраняется в течение 1,5—2 часов. Повторное применение препарата допускается через 1 час после первого введения.
С лечебной целью Ацизол рекомендуется применять в как можно ранние сроки после отравления вне зависимости от тяжести поражения. Препарат вводится в дозе 1 мл внутримышечно сразу после извлечения пострадавшего из зоны пожара (загазованного помещения). Повторное введение допускается через 1 час после первого введения.

## Противопоказания
Индивидуальная непереносимость компонентов препарата. Других противопоказаний не выявлено.

## Способ применения и дозы
С профилактической целью 1 мл раствора Ацизола вводится внутримышечно при угрозе отравления за 20 — 30 мин до предполагаемого воздействия CO и продуктов термодеструкции. Повторное введение допускается через 1 час после первого введения препарата.
В качестве лечебного средства Ацизол рекомендуется применять насколько возможно в ранние сроки после отравления вне зависимости от тяжести поражения. Препарат вводится в дозе 1 мл внутримышечно сразу после извлечения пострадавшего из зоны пожара (загазованного помещения). В последующем Ацизол вводится внутримышечно по 1 мл 2-4 раза в сутки.
Максимальная суточная доза для взрослого человека — 240 мг (4 мл).
Курс лечения в среднем составляет 7—10 дней.

## Передозировка
Металлический привкус во рту, головная боль, тошнота. Данные явления проходят после отмены препарата.

## Побочное действие
Побочного действия не выявлено. В отдельных случаях возможна умеренная болезненность в месте введения препарата.

## Взаимодействие с другими лекарственными средствами
Не рекомендуется применять совместно с унитиолом и натрия тиосульфатом и прочими серосодержащими восстановителями. При назначении с другими лекарственными средствами отрицательных эффектов не отмечено.

## Форма выпуска
Раствор для внутримышечного введения 60 мг/мл.
По 1 мл раствора в ампуле по 1 или 5 ампул в контурной ячейковой упаковке из плёнки поливинилхлоридной. По 1 или 2 контурные ячейковые упаковки по 5 ампул вместе с инструкцией по применению и ножом для вскрытия ампул помещают в пачку из картона. При использовании ампул с точкой или кольцом облома нож не вкладывают.
Для стационаров: по 50 или 100 контурных ячейковых упаковок по 5 ампул вместе с инструкцией по применению и ножом для вскрытия ампул помещают в коробку из картона. При использовании ампул с точкой или кольцом облома нож не вкладывают. Количество экземпляров инструкций должно соответствовать количеству контурных ячейковых упаковок.
Для формирования аптечек специального назначения: по 50 или 100 контурных ячейковых упаковок по 1 ампуле вместе с инструкциями по медицинскому применению и ножами для вскрытия ампул помещают в коробку из картона. При использовании ампул с точкой или кольцом облома нож не вкладывают. Количество экземпляров инструкций должно соответствовать количеству контурных ячейковых упаковок.
Так же выпускаются капсулы по 10 шт. в упаковке (1 капсула 120 мг диацетат бис цинка)

## Условия хранения
Список Б. В защищённом от света месте при температуре не выше 25 °C.
Хранить в недоступном для детей месте.
Срок годности 3 года.
Не использовать после срока, указанного на упаковке.
Условия отпуска из аптек
Без рецепта